# STS-122
STS-122 foi uma missão da NASA com o ônibus espacial Atlantis dando continuidade a construção da Estação Espacial Internacional, sendo a 24ª missão para a ISS (sigla em inglês), e o 121º voo de um ônibus espacial, também denominada como missão 1E para montagem da ISS.

## Tripulação
| Posição                  | Tripulantes     | Duração         | Pousou na |
| ------------------------ | --------------- | --------------- | --------- |
| Comandante               | Stephen Frick   | 12d 18h 21m 38s | STS-122   |
| Piloto                   | Alan Poindexter | 12d 18h 21m 38s | STS-122   |
| Especialista de Missão 1 | Leland Melvin   | 12d 18h 21m 38s | STS-122   |
| Especialista de Missão 2 | Rex Walheim     | 12d 18h 21m 38s | STS-122   |
| Especialista de Missão 3 | Hans Schlegel   | 12d 18h 21m 38s | STS-122   |
| Especialista de Missão 4 | Stanley Love    | 12d 18h 21m 38s | STS-122   |
| Especialista de Missão 5 | Léopold Eyharts | 48d 04h 53m 36s | STS-123   |

### Retornando da ISS
| Posição           | Tripulantes | Duração          | Lançou na |
| ----------------- | ----------- | ---------------- | --------- |
| Tripulante da ISS | Daniel Tani | 119d 22h 28m 49s | STS-120   |

## Objetivos
A data inicial da missão STS-122 era o dia 6 de dezembro de 2007, contudo uma falha na leitura do sensor (ECO), responsável em informar se o tanque de combustível está cheio, provocou o adiamento para o dia 9 de dezembro de 2007. Durante os preparativos para o lançamento, novamente os sensores falharam, o que resultou em novo adiamento para o dia 3 de janeiro de 2008, e posteriormente para 10 de Janeiro, sendo finalmente lançando em 7 de fevereiro de 2008. 
Continuar a construção da Estação Espacial Internacional (ISS). Sendo o principal objetivo acoplar o módulo europeu Columbus na ISS (avaliado em US$ 1,9 bilhão), principal contribuição da ESA à estrutura da Estação, e troca de parte da tripulação da Expedição 16. O francês Léopold Eyharts substitui o Engenheiro de Voo, Daniel Tani, que retorna à Terra.

## Dia a dia
Fontes:
7 de fevereiro - Quinta-feira

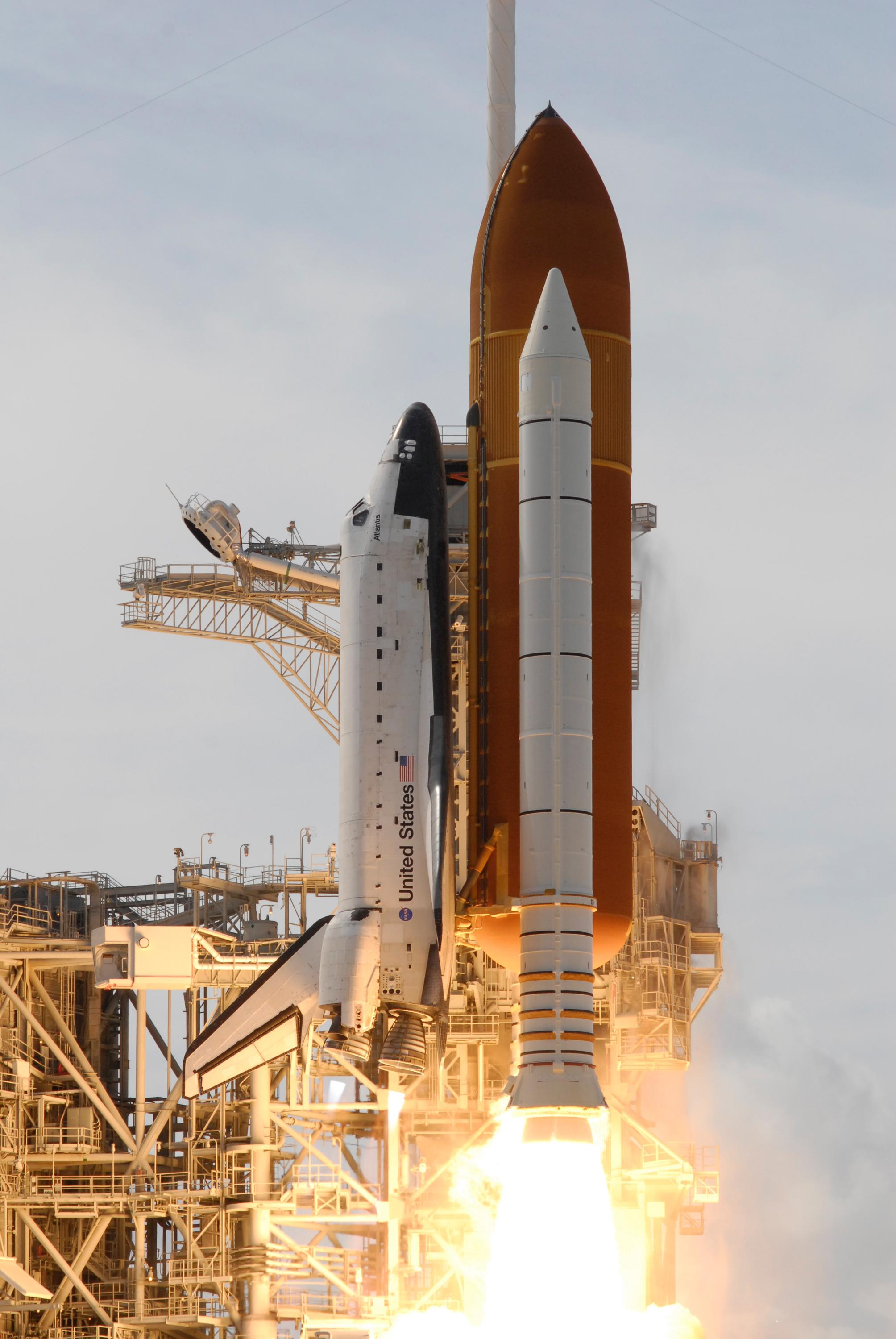
Lançamento do Atlantis

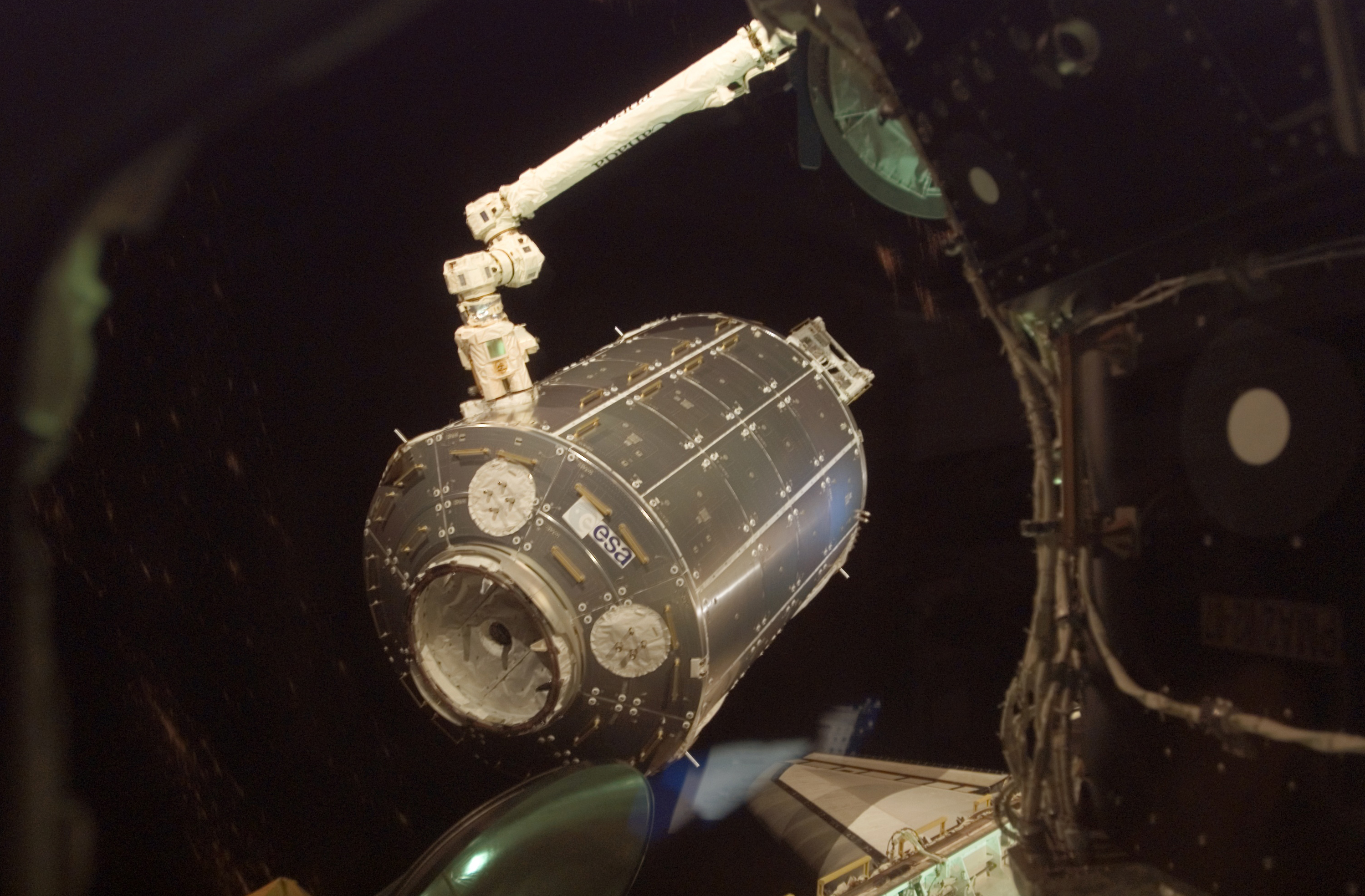
O laboratório Columbus

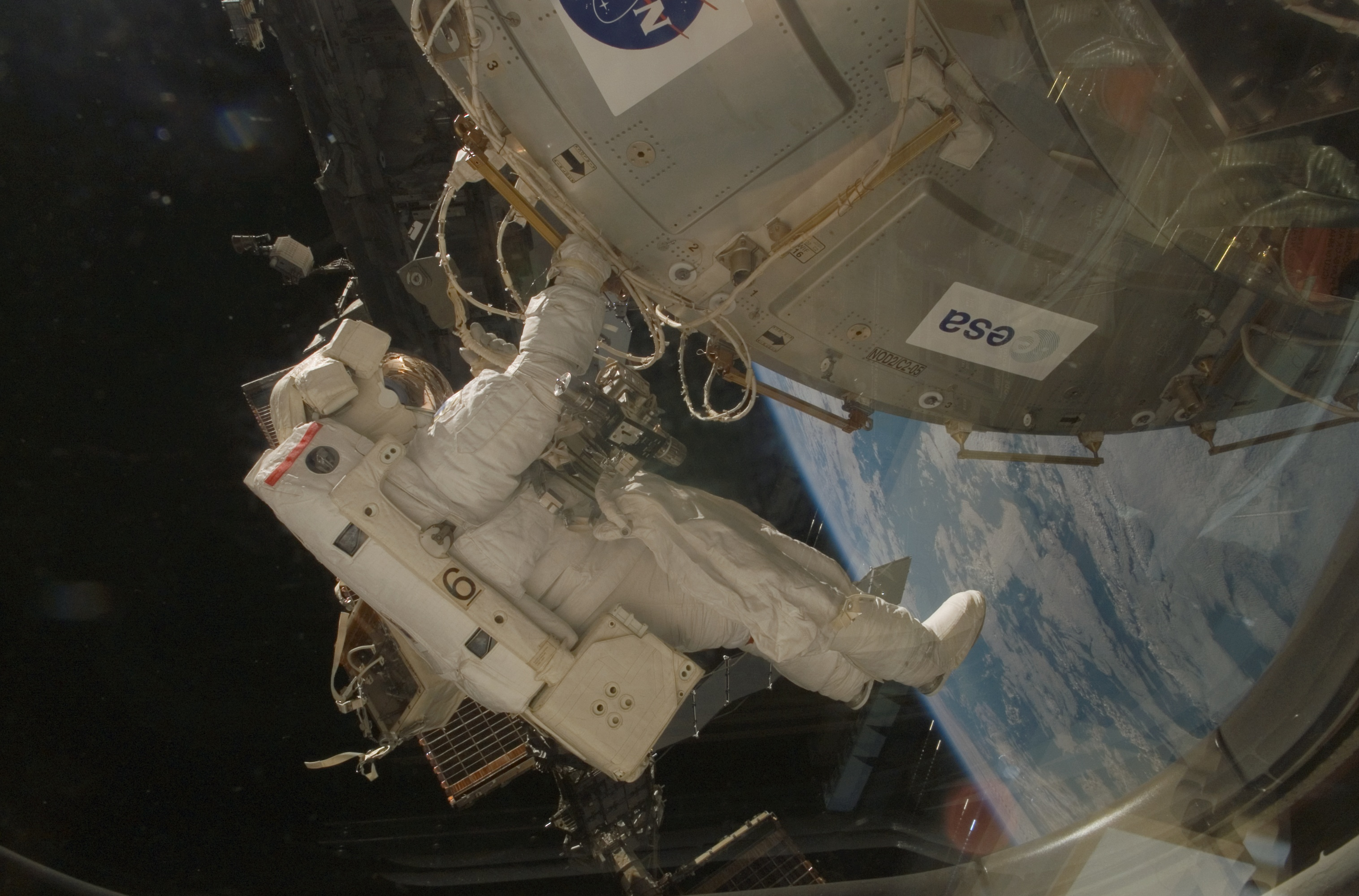
O astronauta Walheim

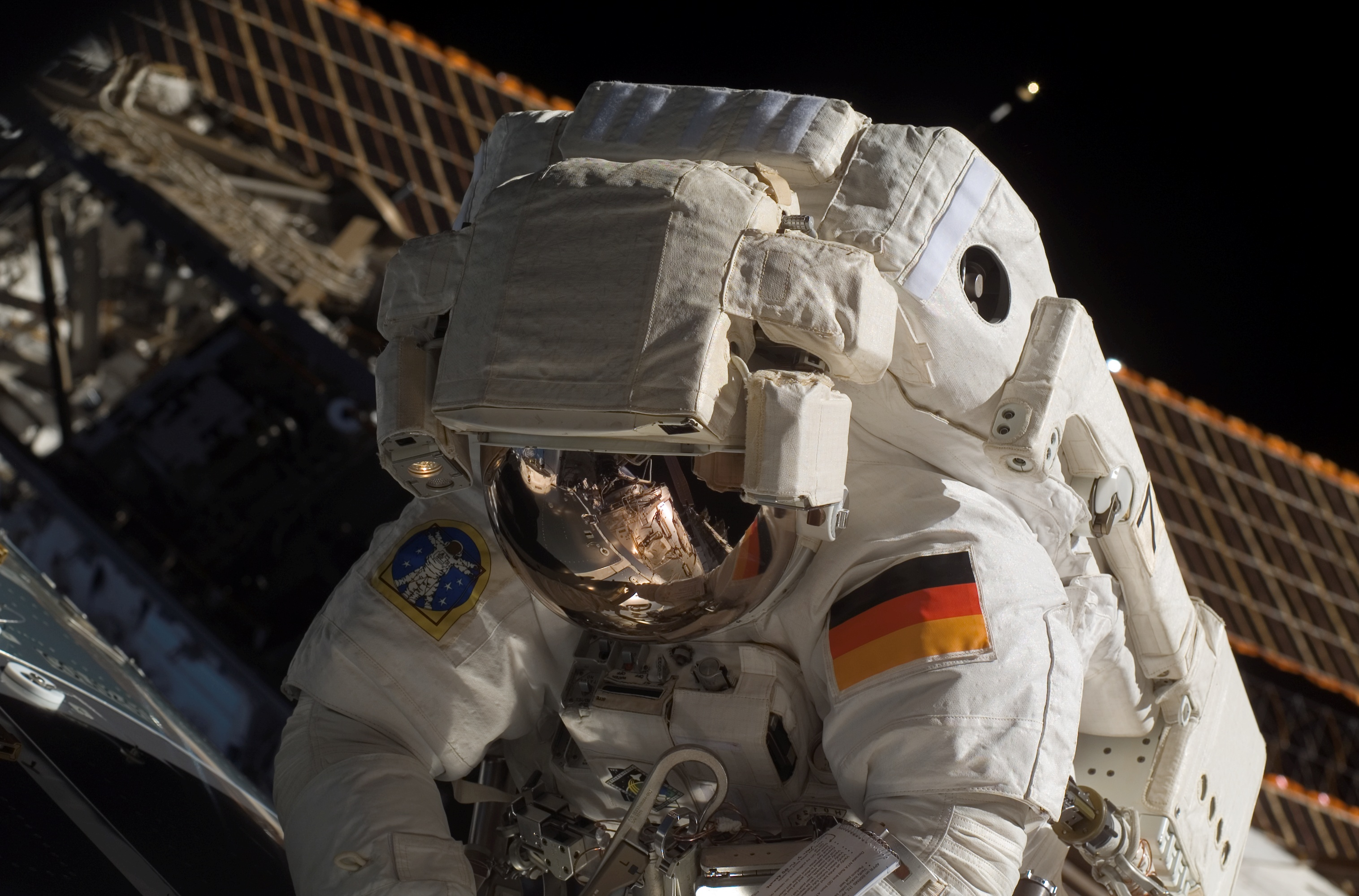
O astronauta Schlegel

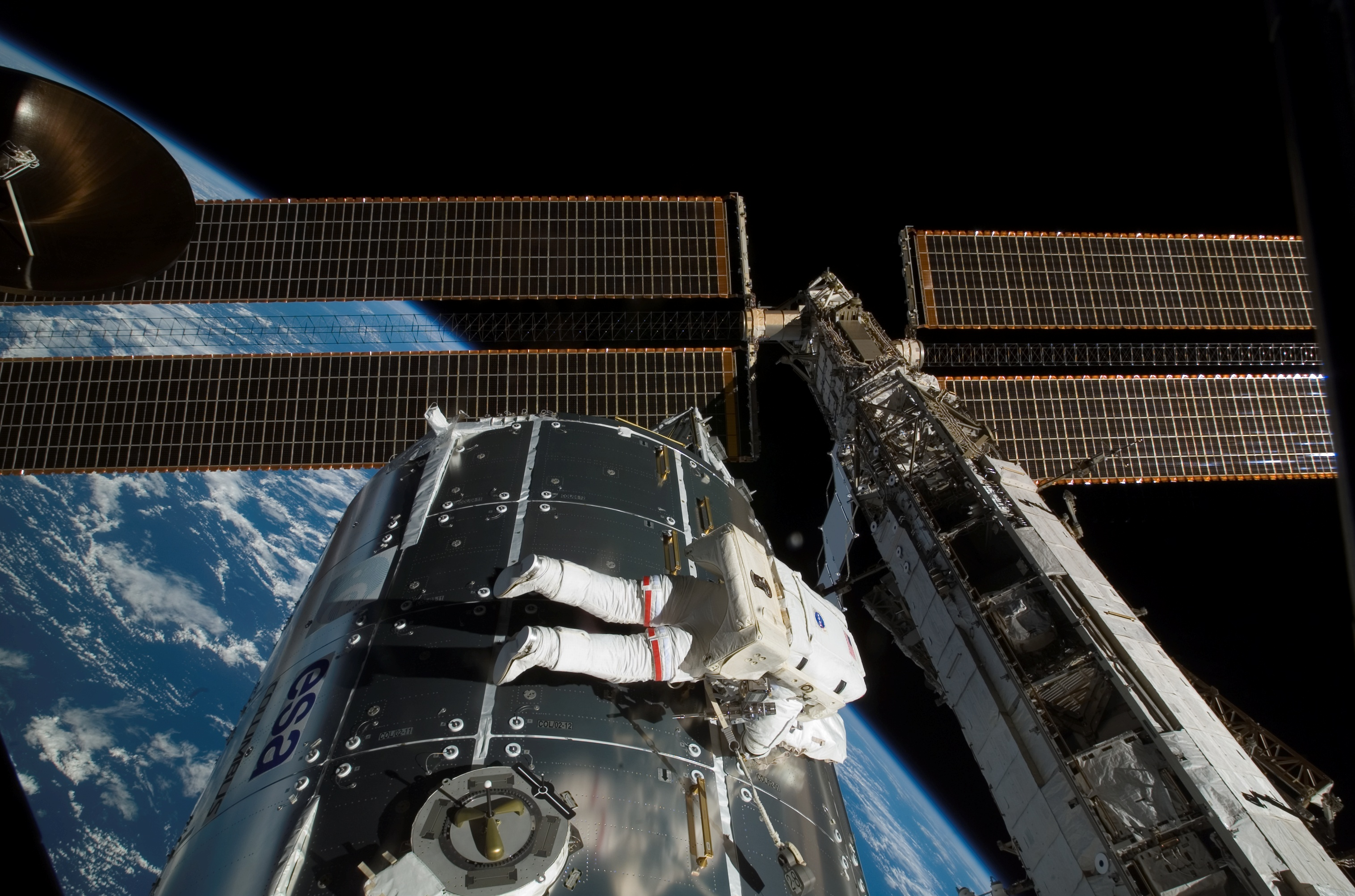
Walheim instala o Columbus

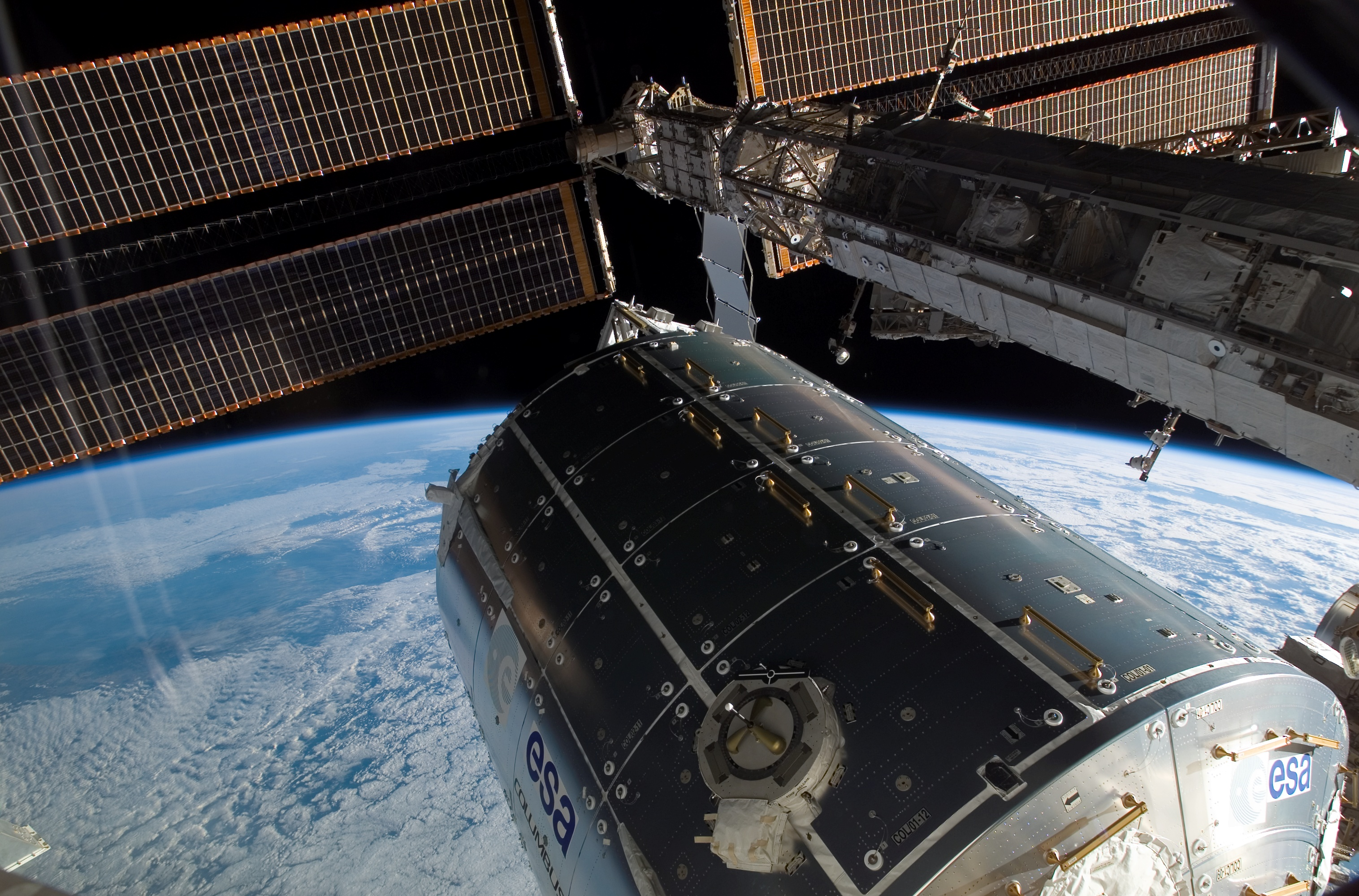
O Columbus instalado

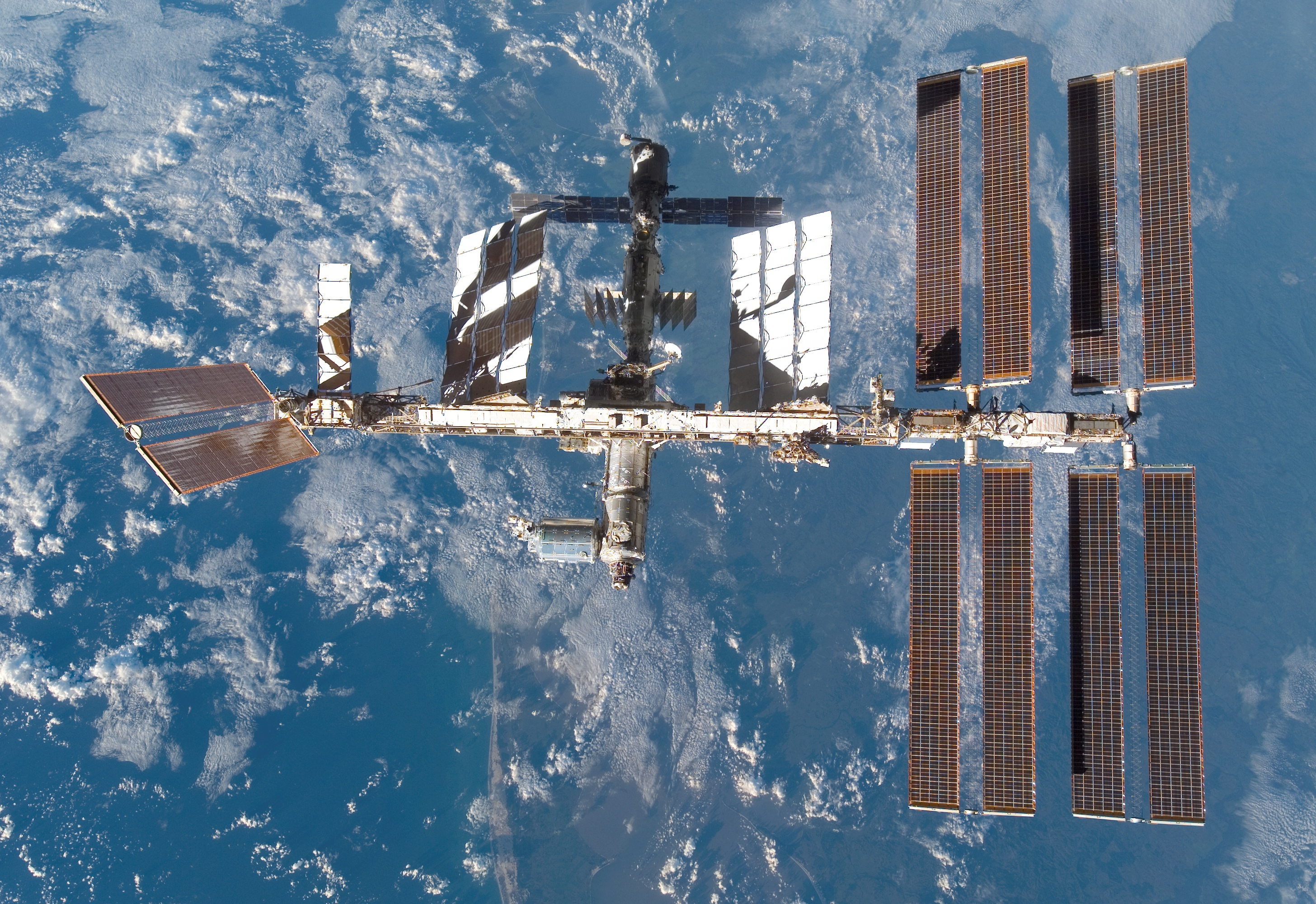
A ISS após a partida do Atlantis

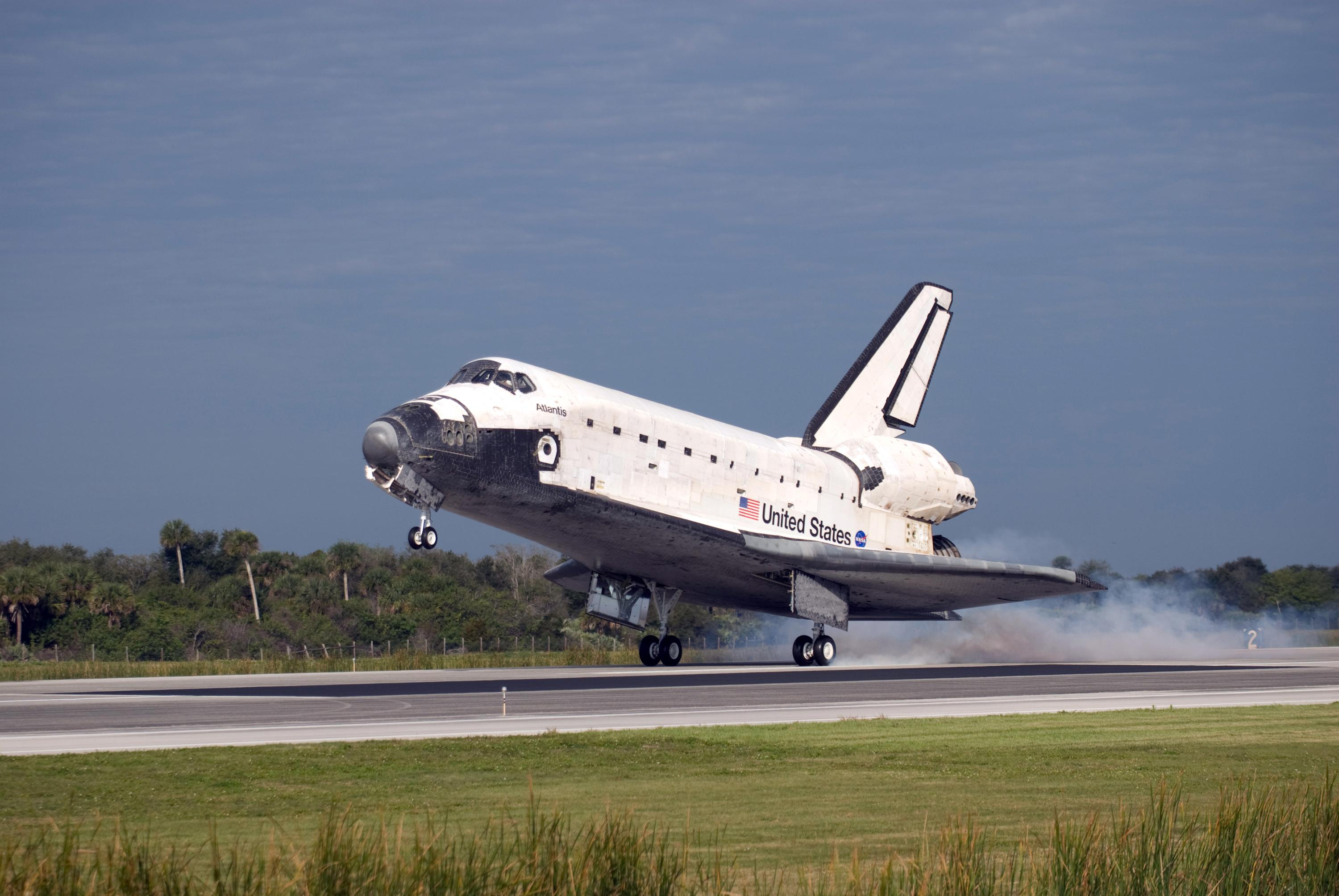
O pouso do Atlantis

Depois de correr o risco de não ser lançada novamente devido ao mau tempo, o Atlantis finalmente partiu com sucesso às 19h45 UTC (17h45 de Brasília).
8 de fevereiro - Sexta-feira
O ônibus espacial Atlantis viaja em direção à ISS. Feita inspeção na nave para verificar danos durante o lançamento.  
9 de fevereiro - Sábado
O ônibus espacial Atlantis se acoplou neste sábado à Estação Espacial Internacional (ISS) às 17h17 (UTC), no total a viagem de quase 400 mil km durou 48 horas. A abertura das comportas que separam as duas naves aconteceu cerca de uma hora depois, tempo necessário para verificar o hermetismo das mesmas.
10 de fevereiro - Domingo
O astronauta alemão Hans Schlegel, que participaria da 1ª caminhada, fica doente e é substituído pelo americano Stanley Love, informou a agência espacial americana, assim a caminhada prevista para hoje foi adiada para segunda-feira.
11 de fevereiro - Segunda-feira
Foi realizada a primeira caminhada espacial da missão que instalou o laboratório espacial europeu Columbus conectando-o ao módulo Harmony. O novo laboratório pesa 12,8 t e mede quase sete metros de comprimento, ele foi retirado do ônibus Atlantis através do braço robótico e instalado pelos astronautas Stan Love e Rex Walheim que ficaram no espaço 7 horas e 58 minutos.
12 de fevereiro - Terça-feira
Após ter passado mal, e ser substituído por outro astronauta na primeira caminha espacial que acabou tendo um atraso de 24 horas, o alemão Hans Schlegel foi confirmado para participar da segunda caminha espacial junto com Rex Walheim.
Os astronautas Léopold Eyharts e Hans Schlegel, da Agência Espacial Européia (ESA), entraram pela primeira vez no laboratório Columbus, antes de abrir a escotilha de acesso, Eyharts disse que se tratava "de um grande momento", "Hans e eu estamos muito orgulhosos de estar aqui e de entrar pela primeira vez no módulo Columbus" completou.
Com uma vida útil prevista de 10 anos, o Columbus tem 7 m e pesa 10,3 t em terra. Apesar de ser o menor dos laboratórios da ISS, tem um volume e potência similares aos demais.
13 de fevereiro - Quarta-feira
Os astronautas Walheim e Schlegel fazem a segunda caminhada espacial com o objetivo de instalar um novo tanque de nitrogênio, que faz parte do sistema de refrigeração da ISS, na viga P1, o tanque velho foi retirado com ajuda dos braços robóticos. O novo tanque possui massa de 250 Kg e poderá ser futuramente reabastecido em orbita. No total a caminhada durou 6h45min.
14 de fevereiro - Quinta-feira
Astronautas se apressam em preparar o laboratório espacial europeu Columbus para suas primeiras experiências, além de fazer todos os preparativos para a terceira caminhada espacial. A NASA informou que a missão foi prorrogada por mais 24 horas.
15 de fevereiro - Sexta-feira
Os astronautas Walheim e Love fizeram a terceira e última caminhada espacial, o principal objetivo foi instalar equipamentos no exterior do laboratório espacial europeu Columbus, dentre os quais duas unidades científicas, uma delas é o Solar, um observatório para monitorar a atividade do Sol durante pelo menos 18 meses, e o outro é o Sistema Europeu de Exposição Tecnológica, que realizará nove experimentos que requerem contato com o ambiente espacial.
Walheim e Love também recolheram um giroscópio quebrado da ISS e determinaram se uma pequena depressão em um dos corrimões rasgou uma das luvas dos astronautas. No total a caminhada durou 7 horas e 25 minutos.
16 de fevereiro - Sábado
As tripulações do ônibus espacial e da ISS passaram o dia transferindo equipamentos para o laboratório espacial europeu Columbus, e também participaram de uma videoconferência com a imprensa. Foram acionados o sistema de propulsão do Atlantis com objetivo de elevar a órbita da ISS em 2,2 km, tendo como meta preparar a Estação Espacial para chegada do Endeavour durante a missão STS-123.     
17 de fevereiro - Domingo
Concluída a transferência de equipamentos e suprimentos entre o Atlantis e ISS. Foram feitos os procedimentos para desacoplamento do ônibus espacial, prevista para 6h27 de segunda-feira. A tripulação conjunta do Atlantis e da ISS com dez astronautas ao todo, dedicou as últimas horas de trabalho à ativação de diferentes sistemas no interior do laboratório Columbus.
18 de fevereiro - Segunda-feira
O Atlantis desacoplou da ISS, às 9h24 (UTC), e inicia seu retorno à Terra, a chegada está prevista para 20 de fevereiro às 11h06 de Brasília no Centro Espacial Kennedy, situado no Cabo Canaveral.   
19 de fevereiro - Terça-feira
Os sete astronautas do ônibus espacial Atlantis ajustaram equipamentos a bordo da nave e montaram um assento especial para Daniel Tani, que passou 120 dias na ISS, enquanto se preparam para o retorno à Terra. O comandante Stephen Frick, e o piloto Alan Poindexter testaram os motores propulsores e outros sistemas cruciais da nave de 100 t.
20 de fevereiro - Quarta-feira
O ônibus espacial Atlantis pousou com sucesso às 9h07 (UTC) (11h07 pelo horário de Brasília) no Centro Espacial Kennedy, no Cabo Canaveral. O procedimento começou com o acionamento dos motores por volta das 10h (de Brasília), quando a Atlantis completava a órbita 202, a uma velocidade de 27 700 km/h. Ao frear a nave, os astronautas tornaram a Atlantis suscetível à gravidade do planeta.
Na sede do Centro Espacial, familiares da tripulação aguardavam a chegada da nave para dar boas-vindas aos astronautas. "Nós estamos extremamente felizes por estar em casa", disse o comandante da missão, Stephen Frick. "Graças a todos por nos trazer em segurança à Terra", completou.

## Caminhadas espaciais
| Missão | Astronautas              | Começo (UTC)          | Fim (UTC)             | Duração             | Tarefa |
| ------ | ------------------------ | --------------------- | --------------------- | ------------------- | --- |
| EVA1   | Rex Walheim Stanley Love | 11 de Fevereiro 14h13 | 11 de Fevereiro 22h11 | 7 horas 58 minutos  | Instalar e ativar o módulo Columbus                                                                                  |
| EVA2   | Walheim Hans Schlegel    | 13 de Fevereiro 14h27 | 13 de Fevereiro 21h12 | 6 horas, 45 minutos | Instalar um novo tanque de nitrogênio na viga P1                                                                     |
| EVA3   | Walheim Love             | 15 de Fevereiro 13h07 | 15 de Fevereiro 20h32 | 7 horas, 25 minutos | Instalar equipamentos científicos no Columbus, entre eles, o Observatório SOLAR e recolher um giroscópio defeituoso. |

## Hora de acordar
Fonte:
No que se tornou uma tradição nas missões espaciais, é tocada uma música no começo de cada dia, escolhida especialmente por terem uma ligação com algum tripulante ou mesmo com a situação de momento.
- Dia 2: The Book of Love de Peter Gabriel, tocada para Léopold Eyharts. WAV MP3
- Dia 3: The Prairie Home Companion Theme Song de Pat Donohue and Guy's All-Star, tocada para Stephen Frick. WAV MP3
- Dia 4: Männer de Herbert Grönemeyer, tocada para Hans Schlegel. WAV MP3
- Dia 5: Fly Like an Eagle de Yolanda Adams, tocada para Leland Melvin. WAV MP3
- Dia 6: Dream Come True de Jim Brickman, tocada para Rex Walheim. WAV MP3
- Dia 7: Oysters and Pearls de Jimmy Buffett, tocada para Alan Poindexter. WAV MP3
- Dia 8: Consider Yourself de Oliver! tocada para Stanley Love. WAV MP3
- Dia 9: Marmor, Stein und Eisen Bricht de Drafi Deutscher, tocada para Hans Schlegel. WAV MP3
- Dia 10: I Believe I Can Fly de Yolanda Adams, tocada para Melvin. WAV MP3
- Dia 11: Hail Thee, Harvey Mudd de Amy Lewkowicz tocada para Love. WAV MP3
- Dia 12: Over the Rainbow/ What a Wonderful World de Israel Kamakawiwo'ole tocada para Tani. WAV MP3
- Dia 13: Always Look on the Bright Side tocada para Frick WAV MP3